# Nederlandse Reisopera
De Nederlandse Reisopera (voorheen Nationale Reisopera), in het buitenland bekend als Dutch Touring Opera, is een productiehuis gevestigd in Enschede dat langs theaters in binnen- en buitenland reist met grote en kleine operaproducties. Het gezelschap is onderdeel van het Nationaal Muziekkwartier in Enschede en verzorgt jaarlijks minimaal twee grote-zaalproducties en één productie voor midden- en kleine zalen in theaters door heel Nederland.
Van 1994 tot 2012 had de Reisopera ook een eigen huiskoor. Dit is in 2021 opgedoekt vanwege grootschalige bezuinigingen. Sinds 2019 heeft de Reisopera een eigen kinderkoor.

## Historie
De Nederlandse Reisopera is de erfgenaam ven het reizend operagezelschap Opera Forum, dat werd opgericht in 1955.
Opera Forum werd in 1982 gedwongen te fuseren met het Overijssels Philharmonisch Orkest in het kader van een bezuinigingsoperatie en heette sindsdien Opera Forum Filharmonisch. Na weer een bezuinigingsronde werd Opera Forum Filharmonisch in 1992 opgeheven. Het orkest ging toen zelfstandig door als Orkest van het Oosten. Toen na protesten in 1993 toch weer een nieuw reizend operagezelschap werd opgericht, de Nationale Reisopera, werd de situatie eigenlijk weer hetzelfde als in de periode 1955-1982, toen Opera Forum en het Overijssels Philharmonisch Orkest naast elkaar bestonden.
Op 17 februari 2014 veranderde de naam van Nationale in Nederlandse Reisopera. Dit was vanwege het voorkomen van verwarring met het Nationale Opera en Ballet, de naam van op 1 januari 2013 gefuseerde instellingen De Nederlandse Opera, Het Nationale Ballet en Het Muziektheater.

## Artistieke leiding
De Nederlandse Reisopera heeft de volgende artistieke leiders gehad:
Louwrens Langevoort (1993-2000)
Guus Mostart (2000-2013)
Nicolas Mansfield (2014-2020)
Bart van Meijl (interim, 2020-2021)
Nina Hiddema (interim in 2021, in functie vanaf 2022-2024)
Sam Brown, Rudy van Wijk (2024-heden)

## Producties
De Nationale en de Nederlandse Reisopera hebben sinds de oprichting in 1993 een groot aantal werken uitgevoerd.

### Seizoen 1995/1996
In het seizoen 1995/1996 bracht de Nationale Reisopera zes opera's op de planken, en voerde in totaal 75 voorstellingen uit. In het eerste door hem samengestelde seizoen bracht artistiek directeur Louwrens Langevoort de volgende producties: Le Nozze di Figaro van Wolfgang Amadeus Mozart, La forza del destino van Giuseppe Verdi, Orfeo ed Euridice van Christoph Willibald Gluck, Die Stadt Mahagonny van Kurt Weill, Aap verslaat de Knekelgeest van Peter Schat en l'Arbore di Diana van Vicente Martín y Soler.

### Seizoen 1996/1997
In het seizoen 1996/1997 bracht de Nationale Reisopera onder andere de volgende opera's
- Don Carlos van Giuseppe Verdi. Met het Orkest van het Oosten onder leiding van Ed Spanjaard. Regie: Hans Croiset. Uitvoerende musici o.a. Mikhail Davidoff als Don Carlos, Miranda van Kralingen als Elisabetta, Kerstin Witt als Eboli, Wolfgang Rauch als de markies van Posa, Harry Peeters als Filippo, Jaco Huijpen als grootinquisiteur.[5] In deze opera debuteerde Johannette Zomer als de page Tebaldo.[6]
- Un ballo in maschera van Giuseppe Verdi. Met het Het Gelders Orkest onder leiding van Lawrence Renes. Regie Pierre Constant. Uitvoerende musici o.a. Robert Woroniecki als Riccardo, Henk Poort als Renato, Ellen van Haaren als Amelia, Ilana Davidson als Oscar. [7]

### seizoen 1999/2000
- Die Zauberflöte van Wolfgang Amadeus Mozart. Met het European Sinfonietta onder leiding van Vincent de Kort. Regie: Irina Brook en Dan Jemmett. Uitvoerende musici o.a. Zelotes Edmund Toliver als Sarastro, Patrizia Cigna als Königin der Nacht, Friedrich von Mansberg als Tamino en Johannette Zomer als Pamina. Uitgevoerd tijdens het eerste Twentse Opera Festival. [8]

### seizoen 2013/2014
- Tristan und Isolde van Richard Wagner. Regie door Jakob Peters-Messer, muzikale leiding door Antony Hermus
- Il barbiere di Siviglia van Gioachino Rossini. Regie door Laurence Dale, muzikale leiding door Antonino Fogliani
- The Fairy-Queen van Henry Purcell. Regie door Paul Koek, muzikale leiding door Manoj Kamps. Co-productie met De Veenfabriek.
- Being Arthur van Lucas Wiegerink. Regie door Karin Netten, muzikale leiding en compositie door Lucas Wiegerink. Co-productie met het Kameroperahuis en Operadagen Rotterdam.
- The News! van Jacob ter Veldhuis. Regie door Xander Straat, muzikale leiding en compositie door Jacob ter Veldhuis

### Seizoen 2014/2015
- Sweeney Todd van Stephen Sondheim. Regie door Marcel Sijm, muzikale leiding door Jeroen Sleyfer.
- Les pêcheurs de perles van Georges Bizet. Regie door Timothy Nelson, muzikale leiding door Benjamin Levy.
- Kereltje van Pascal van Hulst. Regie door Cecil Toksöz, muzikale leiding en compositie van Pascal van Hulst. Co-productie met Theater Sonnevanck.
- Orphee et Eurydice van Christoph Willibald Gluck. Regie door Floris Visser, muzikale leiding door Roger Hamilton.
- The Telephone van Gian Carlo Menotti. Regie door Mia Ringblom Hjertner.

### Seizoen 2015/2016
- Ik vertrek van Lucas Wiegerink. Regie door Karin Netten, muzikale leiding en compositie door Lucas Wiegerink. Co-productie met Kameroperahuis.
- Madama Butterfly van Giacomo Puccini. Regie door Laurence Dale, muzikale leiding door Timothy Henty
- Così fan tutte van Wolfgang Amadeus Mozart. Regie door Xander Straat, muzikale leiding door Arnaud Oosterbaan.
- Il Matrimonio Segreto van Domenico Cimarosa. Regie door Monique Wagemakers, muzikale leiding door Gianluca Capuano en Benjamin Bayl. Co-productie met Opera Zuid en De Nationale Opera.
- Der Kaiser von Atlantis van Viktor Ullmann. Regie door Robin Coops, muzikale leiding door Frank Zielhorst. Co-productie met M31 Foundation.

### Seizoen 2016/2017
- Ariadne auf Naxos van Richard Strauss. Regie door Laurence Dale, muzikale leiding door Antonino Fagliani.
- Les Nuits d'été van Hector Berlioz. Regie door Het Geluid.
- Don Giovanni van Wolfgang Amadeus Mozart. Regie door Joanne Davies, muzikale leiding door Julia Jones.

### Seizoen 2017/2018
- La traviata van Giuseppe Verdi. Regie door Floris Visser, muzikale leiding door Ilyich Rivas.
- Siroe, re di Persia van Johann Adolf Hasse. Regie door Jakob Peters-Messer, muzikale leiding door George Petrou.
- Der Fliegende Holländer van Richard Wagner. Regie door Paul Carr, muzikale leiding door Benjamin Levy

### Seizoen 2018/2019
- Tosca van Giacomo Puccini. Regie door Harry Fehr, muzikale leiding door David Parry.
- Orfeo van Claudio Monteverdi en Christoph Mac-Carty. Regie door Daniël van Klaveren. Co-productie met Theater Sonnevanck.
- Die tote Stadt van Erich Wolfgang Korngold. Regie door Jakob Peters-Messer, muzikale leiding door Antony Hermus.
- A Little Night Music van Stephen Sondheim. Regie door Zack Winokur, muzikale leiding door Ryan Bancroft.

### Seizoen 2019/2020
- Wonderful Town van Leonard Bernstein. Muzikale leiding door Wayne Marshall. Concertante versie in co-productie met Phion en Consensus Vocalis.
- Zwijnenstal van Thijs Borsten. Regie door Charlotte Ebbers en Marije Gubbels, muzikale leiding door Christoph Mac-Carty. Co-productie met Theater Sonnevanck.
- Jevgeni Onegin van Pjotr Iljitsj Tsjaikovski. Regie door Kai Anne Schumacher, muzikale leiding door Lee Reynolds. Pocketversie van 90 minuten.
- L'Orfeo van Claudio Monteverdi. Regie door Monique Wagemakers, muzikale leiding door Hernán Schvartzman.

### Seizoen 2020/2021
- Magelone & Peter van Johannes Brahms. Regie door Rennik-Jan Neggers.
- L'elisir d'amore van Gaetano Donizetti. Regie door Marcos Darbyshire, muzikale leiding door Enrico Delamboye. Co-productie met Opera Zuid en De Nationale Opera.

### Seizoen 2021/2022
- La traviata van Giuseppe Verdi. Regie door Dorike van Genderen, muzikale leiding door Alistair Digges. Pocketversie van 90 minuten.
- Giulio Cesare in Egitto van Georg Friedrich Händel. Regie en muzikale leiding door George Petrou.
- Bruid te koop van Bedřich Smetana. Regie door John Yost, muzikale leiding door Ed Spanjaard. Nederlandse bewerking van de opera The Bartered Bride met een vertaling door Anne Lichthart.
- La Bohème van Giacomo Puccini. Regie door Anne Slothouwer, muzikale leiding door Arjan Tien. Concertante uitvoering.

### Seizoen 2022/2023
- Hänsel und Gretel van Engelbert Humperdinck. Regie door Paul Carr, muzikale leiding door Karel Deseure.
- La traviata van Giuseppe Verdi. Regie door Dorike van Genderen, muzikale leiding door Alistair Digges. Pocketversie van 90 minuten. Herneming uit 2021.
- Die Zauberflöte van Wolfgang Amadeus Mozart. Regie door Stan Geurts en Anne Slothouwer, muzikale leiding door Marcus Merkel. Semi-geënsceneerde uitvoering.
- Ändere die Welt! Regie door Mart van Berckel, muzikale leiding door Pedro Beriso. Muziek van verschillende componisten. Co-productie met Opera Zuid en De Nationale Opera.
- Fidelio van Ludwig van Beethoven. Regie door John Fulljames, muzikale leiding door Otto Tausk. Co-productie met Poolse Nationale Opera en Den Kongelige Opera Kopenhagen.

### Seizoen 2023/2024
- Das Wunder der Heliane van Erich Wolfgang Korngold. Regie door Jakob Peters-Messer, muzikale leiding door Jac van der Steen.
- Jevgeni Onegin van Pjotr Iljitsj Tsjaikovski. Regie door Kai Anne Schumacher, muzikale leiding door Marco Alibrando. Pocketversie van 90 minuten, herneming uit 2019.
- Powder her face van Thomas Adès. Regie door Paul Carr, muzikale leiding door Otto Tausk.
- Orphée et Eurydice van Christoph Willibald Gluck. Regie door Jennifer Williams, muzikale leiding door Sascha Goetzel.

## Meezing-Messiah
Sinds 2015 organiseert de Nederlandse Reisopera jaarlijks in december een "Meezing-Messiah" in het Koninklijk Theater Carré in Amsterdam. Dit is een uitvoering van het bekende oratorium Messiah van Georg Friedrich Händel, waarbij een grote groep belangstellenden kan meezingen. Samen met een orkest en het koor "Consensus Vocalis" repeteren ongeveer duizend mensen de meerstemmige koorstukken van het oratorium, dat daarna integraal voor publiek wordt uitgevoerd, waarbij de aria's en recitatieven door solisten worden gezongen. In 2017 stond het geheel onder leiding van Nicolas Mansfield en zorgde het VU-Orkest voor de begeleiding. De solisten waren Jennifer France (sopraan), Ulrike Schneider (alt), Nico Darmanin (tenor) en Lukas Jakobski (bas).
Voor 2015 had het gezelschap al vier keer een dergelijk evenement in Enschede georganiseerd.

## Vestigingsplaats
Sinds 2018 is de Reisopera helemaal gevestigd in de binnenstad van Enschede. In het Wilminktheater en het Muziekcentrum vinden alle repetities plaats. De kantoren en ateliers zijn gevestigd in de nabijgelegen Performance Factory in De Bothoven, dat in 2023 na een grootschalige verbouwing in gebruik werd genomen. Voorheen beschikte de organisatie over het gebouw van de voormalige textielfabriek BATO in de wijk Hogeland.